# Gotravalli, Belur
Gotravalli là một làng thuộc tehsil Belur, huyện Hassan, bang Karnataka, Ấn Độ.